# 牡丹 (江東區)
牡丹（日语：／ Botan */?）是東京都江東區的町名。現行行政地名為牡丹一丁目至三丁目。郵遞區號135-0046。

## 地理
位於江東區西部，屬深川地域。北有大橫川，南有古石場川。町域北鄰門前仲町，東北接富岡，東連木場，南鄰古石場，西通越中島。西起為一、二、三丁目。町域內是典型的下町住宅地。近門前仲町站。町域南側古石場川沿岸有古石場川親水公園。

### 河川
- 大橫川
- 古石場川

## 歷史
江戶時代的填海地。

### 地名由來
因附近牡丹農家眾多而稱牡丹町。

## 交通

### 鐵路
町域內沒有鐵路通過，可利用東京地下鐵東西線門前仲町站。

### 巴士
- 東京都交通局

### 道路
- 東京都道463號上野月島線（清澄通）

## 設施
- 古石場川親水公園
- 牡丹一郵便局
- 前川製作所
- 牡丹町公園
- 牡丹郵便局

## 備註
1. ↑  江東区の世帯と人口（住民基本台帳による） 区民部区民課 平成25年8月1日現在[永久]
2. 1 2  江東區の地名由来-江東區地域振興部文化観光課文化財係 的存檔，存档日期2013-07-19.，2012年7月2日閲覧。

## 外部連結
- 江東區官方網站 （页面存档备份，存于）

※橋梁上的一點。